# Magyar tarsza
A magyar tarsza (Isophya costata) a fürgeszöcskék családjába tartozó, a Kárpát-medencében endemikus szöcskefaj.

## Megjelenése
A magyar tarsza testhossza a hím esetében 19-24 mm, a nőstény 22-26 mm, ehhez járul még a 14-16 mm-es tojócső. Nemzetségének egyik legnagyobb képviselője. Alapszíne zöld. Szemétől fehér vonal indul hátrafelé a torpajzs élein és a szárny peremén keresztül a szárny végéig. A torpajzs végén a fehér vonalat belülről vörösbarna csík kíséri. A homlok teteje jóval szélesebb mint a többi tarszáé, kb. megfelel a csáp első szelvénye hosszának. Csápjai hosszúak, első harmadukban sárgák, utána zöldek. Szárnyai csökevényesek, pikkelyszerűek; a hím esetében látható hossza kicsit rövidebb a torpajzsénál, a nőstény szárnyhossza kb. a torpajzsénak a fele. A hím fedőszárnya aszimmetrikus, felülről nézve a bal szárny háromszögletű, barnás színű és rajta két erős, zöld keresztér látható. A hím cerkusza (potrohfüggeléke) a tövénél erős, utolsó harmadában befelé ível. A nőstény tojócsöve hosszú, felfelé ívelő, a végén vörösbarnán fűrészes. 
Ciripelése erősebb a többi tarszáénál. Éneke magányos syllabusokból, néha syllabus-csoportokból áll, melyek 2-3 másodperces szünetekkel követik egymást. 

### Hasonló fajok
Közeli rokonaival (kárpáti tarsza, erdei tarsza, szerény tarsza, illír tarsza, pienini tarsza, Stys-tarsza) lehet összetéveszteni.

## Elterjedése
A Kárpát-medencében honos; Magyarországon kívül Kelet-Ausztriában, Észak-Szerbiában és Nyugat-Romániában vannak állományai. Magyarországon a Bakonyban, a Balaton-felvidéken, a Budai-hegységben, a Bükkben, a Mecsekben, a Villányi-hegységben, a Délkelet-Alföldön (Mártély), a Mezőföldön és a Kisalföldön (Fertőmellék) vannak kis egyedsűrűségű, szigetszerű populációi. 

## Életmódja
A jégkorszak sztyeppi élővilágának reliktuma. Magas füvű, közepesen nedves vagy félszáraz, kétszikűekben gazdag löszgyepek, sztyepprétek, lejtősztyeppek, nyáron kiszáradó láprétek lakója. Kedveli a koloncos legyezőfűben (Filipendula hexapetala), borkóróban (Thalictrum sp.), tejoltó galajban (Galium verum) és különböző pillangósvirágúakban (pl. Vicia sp., Lathyrus sp.) gazdag élőhelyeket. A többi tarszától eltérően kerüli az erdőszélet, tisztásokat. Különféle kétszikű növények leveleivel táplálkozik. Napközben rejtőznek, késő délután és este aktívak. Röpképtelen, gyengén ugró faj, ellenségeitől a háttérbe olvadó zöld színe védi. 
A nőstény a talajba rakja a petéit, amelyek akár négyszer is telelhetnek, mire kora tavasszal kikelnek belőlük a lárvák. Az imágók májusban jelennek meg és június végére, július elejére be is fejezik életüket.
Magyarországon fokozottan védett, természetvédelmi értéke 100 000 Ft.